# بوبي اوليجنيك
روبرت أوليجنيك (بالإنجليزية: Bobby Olejnik)‏ (مواليد 26 نوفمبر 1986) هو لاعب كرة قدم نمساوي، يلعب في مركز حراسة المرمى مع نادي أستون فيلا في الدوري الإنجليزي.

## روابط خارجية
- الملف الشخصي على موقع نادي مانسفيلد تاون
- بوبي اوليجنيك على Soccerbase